# Tyrrell 010
Der Tyrrell 010 ist ein Formel-1-Rennwagen des ehemaligen britischen Rennstalls Tyrrell, der in den Weltmeisterschaften 1980 und 1981 an den Start ging. Mit ihm setzte sich der Niedergang des in den 1970er-Jahren noch sehr erfolgreichen Teams fort: Der 010 war Tyrrells erstes Auto, das keine Podiumspositionen mehr erreichte und das sich nicht durchgängig für die Rennteilnahme qualifizierte.

## Entstehungsgeschichte
Die von Ken Tyrrell gegründete Tyrrell Racing Organisation aus Ockham, Woking, war in den frühen 1970er-Jahren das erfolgreichste und am effizientesten geführte Team der Formel 1. Tyrrell hatte mit Jackie Stewart 1969, 1971 und 1973 die Fahrerweltmeisterschaft gewonnen, einmal als Kundenteam mit Matra-Chassis und zweimal mit selbst konstruierten Rennwagen. 1973, das Jahr des dritten Titelgewinns, wurde zu einem Wendepunkt in der Geschichte des Teams. Nach dem Rückzug Stewarts, der zeitlich mit dem Unfalltod seines designierten Nachfolgers François Cevert zusammenfiel, gelang es Tyrrell nicht mehr, sich wieder dauerhaft konkurrenzfähig aufzustellen. Tyrrells neue Fahrer Jody Scheckter und Patrick Depailler erzielten in den folgenden Jahren noch einige Siege, konnten aber nicht mehr um die Weltmeisterschaft kämpfen. Nachdem der Versuch, mit dem avantgardistischen Sechsradwagen P34 technische Vorteile zu generieren, gescheitert war, brachte Tyrrell zunächst sehr konventionelle Konstruktionen an den Start. Zu dieser Zeit dominierte Lotus mit seinen Groundeffect-Autos die Formel 1; hinzu kam der sich abzeichnende Erfolg von Turbomotoren. Beide Entwicklungen verfolgte Tyrrell nur zögerlich. Um den Anschluss zu halten, brachte das Team 1979 den von Maurice Philippe konstruierten 009 an den Start, der eine offensichtliche Kopie von Peter Wrights Lotus 79 war. Mit ihm gewann Tyrrell zwar keine Rennen mehr, belegte aber noch einige dritte Plätze. 
Für die Saison 1980 kam der Tyrrell 010, der ein Nachbau des von Patrick Head und Neil Oatley konstruierten Williams FW07 war. Zu dieser Zeit befand sich die Tyrrell Racing Organisation erstmals in ihrer Geschichte in wirtschaftlichen Schwierigkeiten. Nachdem sich Ende 1978 der langjährige Hauptsponsor Elf Aquitaine zurückgezogen und auch die First National City Bank den Sponsoringvertrag nicht verlängert hatte, war das Team auf wechselnde kleinere Geldgeber angewiesen, und Teamgründer Ken Tyrrell musste den Rennbetrieb zeitweise aus eigenen Mitteln finanzieren.
Der 010 erschien zwei Monate nach dem Beginn der Saison 1980. Er war „ein Schritt nach vorn“, half dem Team aber nicht, weil „die Konkurrenten zur gleichen Zeit zwei Schritte gemacht hatten“. Im Laufe der Saison ließ seine Konkurrenzfähigkeit weiter nach. Die Tyrrell 010 waren 1980 in elf Unfälle verwickelt, die umfangreiche Reparaturen erforderlich machten; nur zwei von ihnen waren nach Ansicht von Ken Tyrrell auf technische Defekte zurückzuführen, die anderen hatten die Fahrer verschuldet. Die hohen Reparaturkosten verhinderten nach Tyrrells Darstellung die Weiterentwicklung des 010. In den Wintermonaten 1980/81 fehlten dem Team die Mittel für die rechtzeitige Fertigstellung des Nachfolgemodells 011, sodass Tyrrell die erste Hälfte des Jahres 1981 mit dem 010 bestreiten musste.

## Technik

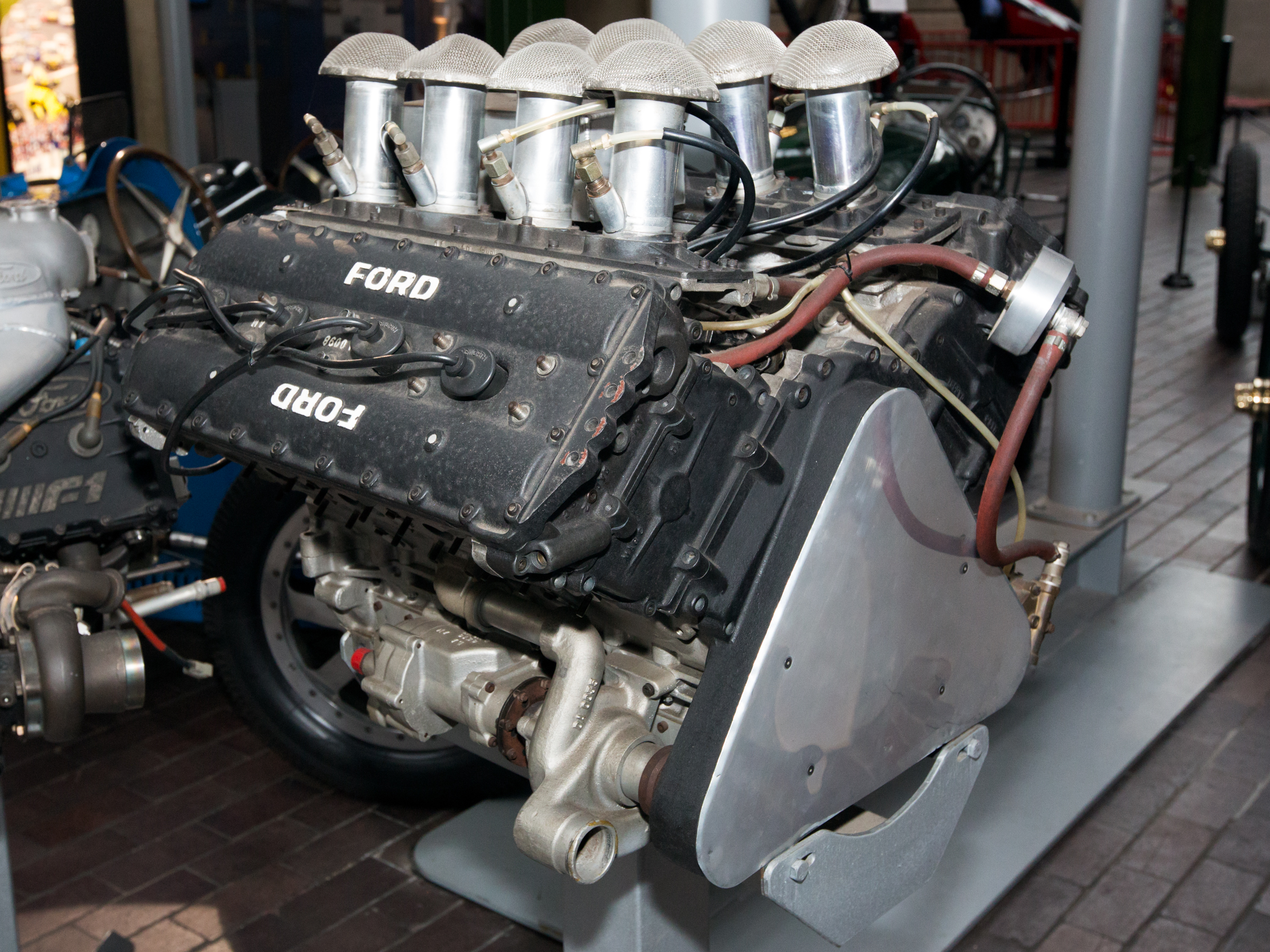
Cosworth DFV

Der Tyrrell 010 hat ein Monocoque aus Aluminiumblechen. Der Wagenboden und die Seitenkästen sind profiliert, sodass ein Bodeneffekt entsteht. Die Radaufhängung des Tyrrell 010 ähnelt der seines Vorgängers: Bei beiden Modellen sind vorn und hinten eine Doppelquerlenkerachse und Drehstabfedern sowie Schubstreben eingebaut. Als Antrieb diente ein 3,0 Liter großer Achtzylinder-V-Motor von Cosworth (Typ DFV). Das handgeschaltete Fünfganggetriebe kam von Hewland. 
Die Reifen lieferte 1980 Goodyear. 1981 war die Reifenversorgung dann problematisch. Nachdem sich Goodyear im Winter 1980/81 aus der Formel 1 zurückgezogen hatte, starteten alle Teams mit Reifen von Michelin. Zum Großen Preis von Deutschland 1981 wechselte Tyrrell auf Reifen des britischen Herstellers Avon.

## Produktion
Tyrrell baute drei Chassis, von denen zwei im Laufe der Zeit weiterentwickelt wurden. Anders als bei früheren Modellen üblich, verkaufte Tyrrell keinen 010 an Kundenteams in der Formel 1 oder der Aurora-AFX-Formel-1-Serie. Mindestens zwei Tyrrell 010 existierten 2018 noch.

## Sponsoren und Lackierung

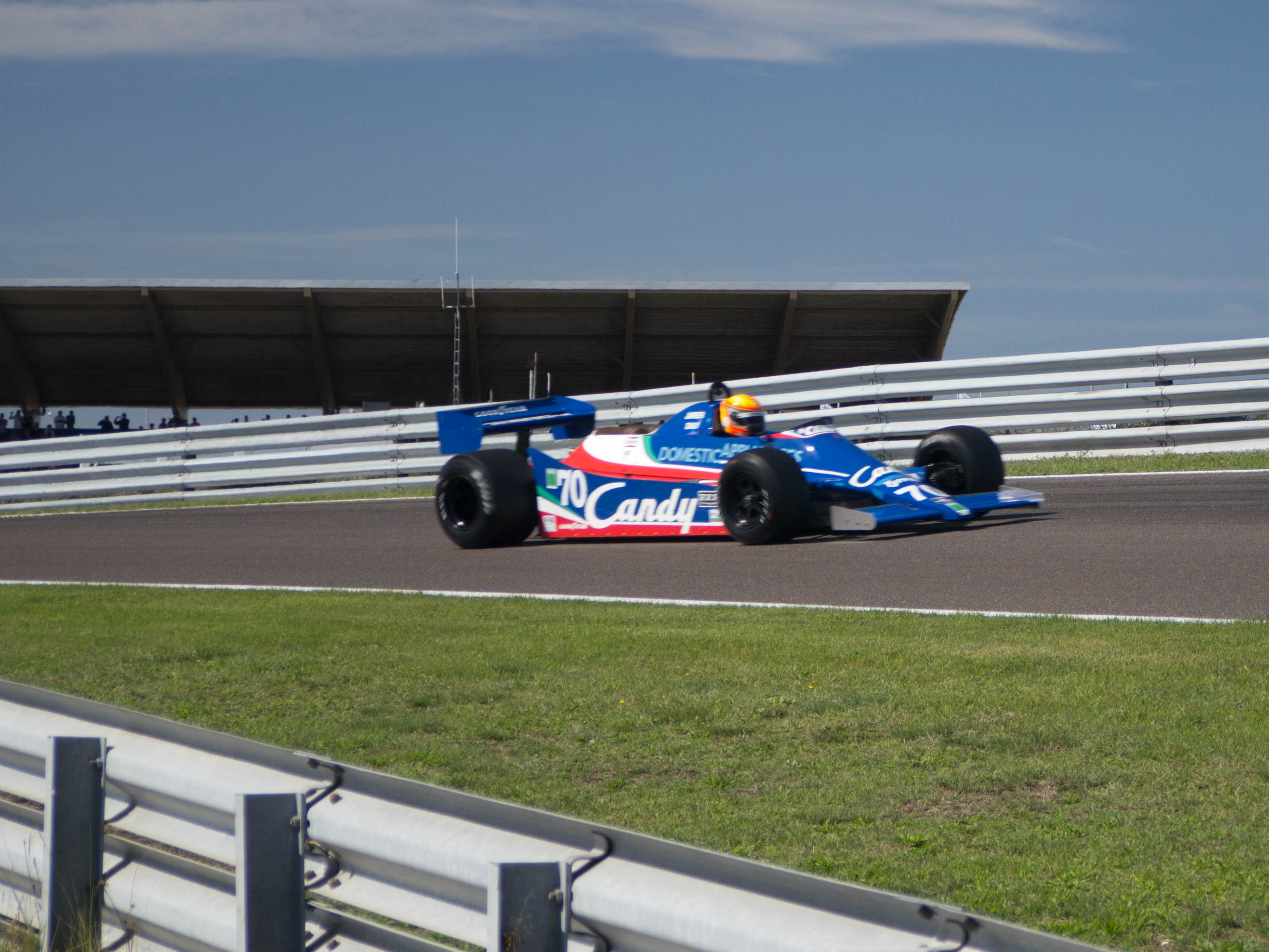
Tyrrell 010 in der Lackierung von 1980

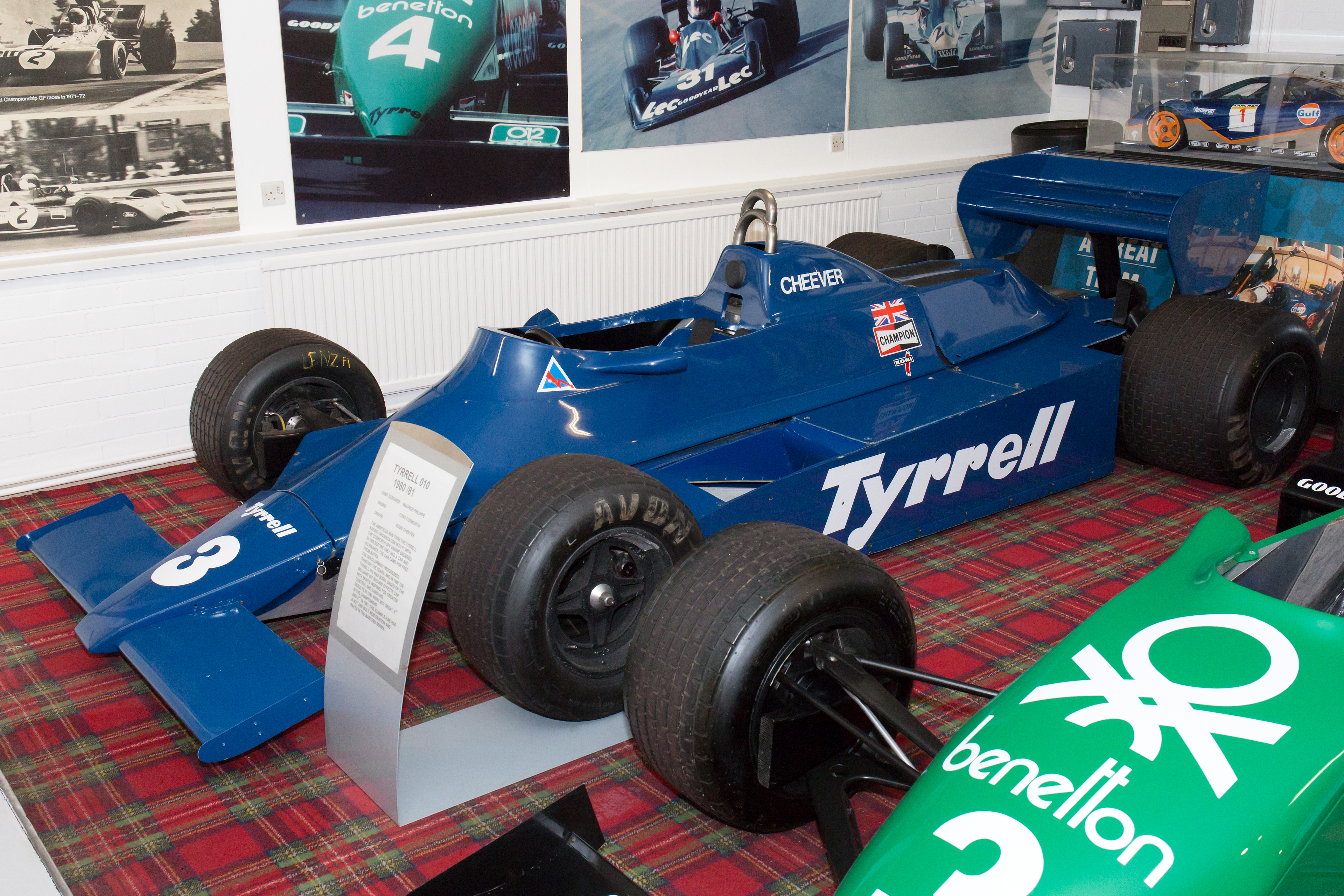
Tyrrell 010 in der Lackierung des Frühjahrs 1981

### 1980
Nachdem Tyrrell die Saison 1979 ohne großen Sponsor hinter sich gebracht hatte, war es Ken Tyrrells Sohn Bob gelungen, für die Saison 1980 den italienischen Haushaltsgerätehersteller Candy als Haupt- und Namenssponsor zu gewinnen. Candy warb auf den Seitenkästen und auf der Fahrzeugnase. Hinzu kamen Goodyear und einige kleine Geldgeber. 1980 waren die Autos in Tyrrells traditionellem Blau und hatten am unteren Ende der Seitenschürzen sowie auf deren oberer Abdeckung rote und weiße Streifen.

### 1981
Nach nur einem Jahr beendete Candy die Unterstützung für Tyrrell. Nach Ken Tyrrells Darstellung war die Formel 1 zu teuer für das kleine italienische Unternehmen gewesen. Tatsächlich wechselte Candy allerdings zum britischen Rennstall Toleman, der 1980 mit Brian Henton die Formel-2-Europameisterschaft gewonnen hatte und 1981 erstmals mit einem Hart-Turbomotor in der Formel 1 antrat. Tyrrell hatte damit wie schon 1979 keinen großen Sponsor. Die Autos waren zu Saisonbeginn einheitlich in dunklem Blau lackiert und trugen den Namen des Rennstalls in weißen Buchstaben auf den Seitenkästen. Eine Ausnahme war nur das Auto, das Kevin Cogan bei seinem einzigen Einsatz für Tyrrell beim Großen Preis der USA West fuhr: Es war schwarz lackiert und trug die Schriftzüge der US-amerikanischen Biermarke Michelob und von Café Figaro, die Cogans persönliche Sponsoren waren. Als Michele Alboreto im Frühjahr Cogans Nachfolger Ricardo Zunino ersetzte, brachte er die italienische Fliesenmarke Imola Ceramica mit zu Tyrrell. Das Unternehmen warb bis zum Rest der Saison auf der Motorabdeckung.
Eine Besonderheit war der Große Preis von Südafrika 1981: Hier wurde Tyrrell einmalig von dem deutschen Maschinenhersteller Klöckner Humboldt Deutz gesponsert, der den Namen Deutz in großen weißen Buchstaben auf den blauen 010 schreiben ließ.

## Renneinsätze

### 1980
Der erste Tyrrell 010 debütierte beim dritten Weltmeisterschaftslauf des Jahres 1980 in Südafrika mit Jean-Pierre Jarier. Sein Teamkollege Derek Daly fuhr bei diesem Rennen noch das Vorgängermodell 009. Im Qualifikationstraining war Jarier im 010 etwa 0,3 Sekunden schneller als Daly im 009. Jarier qualifizierte sich im 010 für den 13., Daly für den 16. Startplatz. Das Rennen beendete Jarier mit einer Runde Rückstand auf den Sieger als Siebter. Ab dem folgenden Rennen, dem Großen Preis der USA West in Long Beach, hatten beide Tyrrell-Fahrer einen 010 zur Verfügung. Im Qualifying war Jarier erneut schneller als Daly. Im Rennen kollidierte er bereits in der vierten Runde mit Elio de Angelis (Lotus) und fiel aus; Daly kam als Achter ins Ziel. Den Großen Preis von Belgien beendeten Jarier und Daly auf den Plätzen 9 bzw. 11. In Monaco wurden beide Tyrrell bei einem Unfall in der ersten Runde beschädigt. Daly fuhr kurz nach dem Start in der Sainte Dévote auf den vor ihm fahrenden Bruno Giacomelli (Alfa Romeo 179) auf. Dalys Auto hob ab, überschlug sich in der Luft und landete auf dem 010 von Jean-Pierre Jarier. Keiner der Tyrrells konnte das Rennen fortsetzen. Beim anschließenden Großen Preis von Spanien wurde Jarier Vierter; allerdings zählte das Rennen nicht zur Weltmeisterschaft, sodass dafür weder dem Team noch dem Fahrer Punkte gutgeschrieben wurden. Der nächste Weltmeisterschaftslauf in Frankreich sah erstmals eine Zielankunft beider Tyrrell 010: Daly wurde nach einem Start von Platz 20 letztlich 11., während Jarier, der von Platz 16 ins Rennen gegangen war, mit vier Runden Rückstand als 14. und Letzter gewertet wurde. Zwei Wochen später kamen beide Tyrrell-Fahrer in Großbritannien erstmals in den Punkterängen ins Ziel: Daly wurde Vierter, Jarier Fünfter. In der Zwischenwertung der Konstrukteursmeisterschaft zog Tyrrell damit an Alfa Romeo, Lotus und Ferrari vorbei. Danach gab es nur noch eine weitere Zielankunft des 010 in diesem Jahr: Jarier beendete den Großen Preis der Niederlande als Fünfter. Daly fiel in Zandvoort nach einem schweren Unfall, der auf einen Bremsdefekt zurückzuführen war, aus. Auch die restlichen Saisonrennen beendete Daly nicht. 
Bei den letzten beiden Saisonrennen in Kanada und den USA-Ost setzte Tyrrell einen dritten 010 für den neuseeländischen Debütanten Mike Thackwell ein, der in diesem Jahr für das March-Werksteam in der  Formel-2-Europameisterschaft gefahren war. In Kanada qualifizierte sich Thackwell für den letzten Startplatz, trat zum Rennen aber nicht an. Weil die Jariers und Dalys Autos bei einem Massenunfall nach dem ersten Start irreparabel beschädigt waren, musste Thackwell, der an dem Unfall nicht beteiligt war, sein intaktes Auto an Jarier abtreten, der damit als einziger Tyrrell-Fahrer beim Neustart ins Rennen ging. Jarier beendete den Lauf in Kanada als Siebter. In den USA schließlich verpasste Thackwell die Qualifikation, während Daly und Jarier von den Plätzen 21 und 22 ins Rennen gingen. Daly fiel nach einer Kollision aus, Jarier wurde nicht gewertet.
Am Jahresende belegte Tyrrell den sechsten Rang der Konstrukteursmeisterschaft.

### 1981
In der Saison 1981 setzte Tyrrell bis zum Spätsommer erneut den 010 ein. Das Jahr begann mit dem Großen Preis von Südafrika, der diesmal keinen Weltmeisterschaftsstatus hatte. Aus wirtschaftlichen Gründen plante Tyrrell zunächst, ebenso wie die kontinentaleuropäischen Teams an dem Rennen nicht teilzunehmen. Da sich kurzfristig aber eine Unterstützung durch Klöckner Humboldt Deutz ergab, erschien Tyrrell doch mit zwei Autos in Kyalami. Fahrer waren Eddie Cheever, der von Osella kam und den Tyrrell für die gesamte Saison 1981 verpflichtet hatte, sowie die Südafrikanerin Desiré Wilson, die hier ihr letztes Formel-1-Rennen fuhr. Cheever qualifizierte sich für Startplatz 12, Wilson für Platz 16. Im Rennen schied Wilson nach einem Unfall aus, während Cheever als Siebter ins Ziel kam.
Die Weltmeisterschaftsläufe bestritt Tyrrell 1981 durchgängig mit Eddie Cheever im ersten Auto. Cheever fuhr bei neun Rennen im 010 viermal in die Punkteränge: In Long Beach und in Monaco wurde er jeweils Fünfter, in Belgien Sechster. In Großbritannien erhielt Cheever erstmals den neuen Tyrrell 011. Im Qualifying beschädigte er das Auto bei einem Unfall so stark, dass er im Rennen noch einmal mit dem alten 010 antreten musste. Mit ihm kam er letztlich als Vierter ins Ziel und fuhr damit das beste Ergebnis für Tyrrell in der gesamten Saison ein.
Der zweite Tyrrell 010 ging 1981 an wechselnde Fahrer, die Sponsoren für ihr Cockpit mitbrachten. Beim Auftaktrennen der Weltmeisterschaft in Long Beach fuhr Kevin Cogan, der hier den zweiten und letzten Versuch unternahm, sich für ein Formel-1-Rennen zu qualifizieren. Für die folgenden zwei südamerikanischen Rennen übernahm Ricardo Zunino den zweiten 010, den er sowohl in Brasilien als auch in Argentinien auf Platz 13 ins Ziel brachte. Mit Beginn der europäischen Saison verpflichtete Tyrrell schließlich Michele Alboreto, den Gewinner der Europäischen Formel-3-Meisterschaft 1980, der für den Rest des Jahres Cheevers Teamkollege blieb. Alboreto hatte anfänglich Schwierigkeiten, das Niveau der Formel 1 zu erreichen. Bei acht Einsätzen im 010 kam er nur zweimal ins Ziel; sein bestes Ergebnis war der zwölfte Platz in Belgien. In Spanien und in Deutschland verpasste er jeweils die Qualifikation, in Spanien knapp um eine Zehntel- und in Deutschland deutlich um eine halbe Sekunde.
Am Jahresende belegte Tyrrell den achten Rang der Konstrukteursmeisterschaft, die schlechteste Positionierung in der Geschichte des Teams.

## Ergebnisse
| Fahrer       | Nr.  | 1   | 2  | 3   | 4   | 5  | 6   | 7   | 8  | 9   | 10  | 11  | 12  | 13  | 14  | 15 | Punkte | Rang |
| ------------ | ---- | --- | -- | --- | --- | -- | --- | --- | -- | --- | --- | --- | --- | --- | --- | -- | ------ | ---- |
| 1980         | 1980 |     |    |     |     |    |     |     |    |     |     |     |     |     |     |    | 9 (12) | 6    |
| J.-P. Jarier | 3    |     |    | 7   | DNF | 5  | DNF | 14  | 5  | 15  | DNF | 5   | 13  | 7   | NC  |    | 9 (12) | 6    |
| D. Daly      | 4    |     |    |     | 8   | 9  | DNF | 11  | 4  | 10  | DNF | DNF | DNF | DNF | DNF |    | 9 (12) | 6    |
| M. Thackwell | 43   |     |    |     |     |    |     |     |    |     |     |     |     | DNF | DNQ |    | 9 (12) | 6    |
| 1981         | 1981 |     |    |     |     |    |     |     |    |     |     |     |     |     |     |    | 8 (10) | 8    |
| E. Cheever   | 3    | 5   | NC | DNF | DNF | 6  | 5   | NC  | 10 | 4   |     |     |     |     |     |    | 8 (10) | 8    |
| K. Cogan     | 4    | DNQ |    |     |     |    |     |     |    |     |     |     |     |     |     |    | 8 (10) | 8    |
| R. Zunino    | 4    |     | 13 | 13  |     |    |     |     |    |     |     |     |     |     |     |    | 8 (10) | 8    |
| M. Alboreto  | 4    |     |    |     | DNF | 12 | DNF | DNQ | 16 | DNF | DNQ | DNF |     |     |     |    | 8 (10) | 8    |